# マクロス・クロニクル
『マクロス・クロニクル』 (MACROSS CHRONICLE) は、テレビアニメ『超時空要塞マクロス』をはじめとする各種作品群「マクロスシリーズ」を扱った分冊百科である。
ウィーヴより2008年から2010年まで刊行された全50号のシリーズと、デアゴスティーニ・ジャパンより2013年から2014年まで刊行された全81号のシリーズ（新訂版）がある。

## 概要
「マクロスシリーズ」の25周年を記念し、第1作『超時空要塞マクロス』（1982年）から『マクロスF』（2008年）までの各種設定や関連事項について、描き下ろしイラストや写真、設定資料などを交えて解説している。各種設定においては放映当時の設定を、これまでに新たに追加された設定や現代の視点から、考証のリファインを行い、新たに構築された新設定等も掲載されている。「マクロスシリーズ」制作の中心的存在である河森正治は、各シリーズ作品を作品世界内の歴史的事実を元に作られた「再現ドキュメンタリー」「再現ドラマ」と捉えていることについて触れた上で、本誌の制作スタンスについて「マクロスの背後に流れる歴史を様々な人物が解釈し、まとめあげた記録集」と述べている。
発行元はウィーヴ、発売元は小学館集英社プロダクション。2008年7月24日から2010年6月10日まで隔週木曜日に発売。全50号。定価は創刊号のみ税込590円、第2号以降は税込690円。各シートは切り離し式で、別売りの専用バインダーが税込1,780円で販売されている。サイズはA4変形判、本文は32ページ。定期購読による販売も行われていた。
表紙は創刊号のみ歴代作品のヒロイン（リン・ミンメイ、ミレーヌ・フレア・ジーナス、ランカ・リー）のイラストを手前に、歴代の主人公機（VF-1J、YF-19、VF-19改、VF-25F）を奥に配したデザインで、第2号以降は後述する「メカニックシート」に載せられた描き下ろしイラストを中心に据えた構成となっているが、まれにシェリル・ノームなどヒロインのイラストを中心としている場合があった。
本文の執筆は坂口徳仁、杉山和繁、ぽろり春草の3人。イラストレーションは天神英貴、市川裕文、射尾卓弥、和田淳、獅子猿、A'sまりあ、木下ともたけ、フヂロウなどが担当している。
創刊号は10万冊を出荷し、ウィーヴ出版事業の中では好調と伝えられている。

### 新訂版
「マクロスシリーズ」30周年を記念し、2013年1月15日から2014年8月5日までデアゴスティーニ・ジャパンより『週刊 マクロス・クロニクル 新訂版』としてリニューアル刊行された。前シリーズに未収録だった『劇場版 マクロスF』（2010年）、『マクロス・ザ・ライド』（2011年）、『マクロスFB7 オレノウタヲキケ!』（2012年）、『マクロス30 銀河を繋ぐ歌声』（2013年）の内容など、新ページを大幅に追加し全81号（第81号は総索引）で刊行された。こちらは毎週火曜日発売。創刊号（290円）には、専用バインダー1冊無料添付（専用ディバイダ付）。専用バインダー（別売り、専用ディバイダなし）2冊入り590円である。通常価格は旧版と同じく税込690円。2014年4月1日の消費税率改定に伴い、第63号より税込710円となった。
創刊号の表紙は旧版とほぼ同様の構成だが、ミンメイの後ろがシェリル、ランカの描き下ろしとなっている。第2号以降の表紙は天神によるメカのイラストだが、新規描き下ろしのものと、旧版の再録が混在する。
執筆は河合宏之、伊達裕介、志条ユキマサ、坂井由人、坂井直人。第40号より星馨介が参加。
なお、全国一斉発売の1年前となる2012年1月から同年3月にかけ、広島県限定で第1号から第10号までがリサーチ目的で先行発売された。

## 内容
号数に関しては特に記述のない場合、旧版のものである。

### レギュラーシート
メカニックシート
シリーズに登場する可変戦闘機、艦艇から民間の車両まで、各種兵器・機械類について解説する。主要なものについては1枚目が観音開き式のシートとなっており、天神英貴らによる描き下ろしイラストが中央に掲載され、機体データや各形態の運用記録などについて述べられている。2枚目以降は特定パイロットの専用機や追加兵装、変形機構などに関する解説を載せたシートが挿入されている場合がある。主要でないものについては、複数をまとめて掲載している場合もある。
キャラクターシート
シリーズの登場人物について解説する。1枚目の1ページ目には人物の立ち絵と解説、人物相関図が載せられており、2ページ目以降は人物のエピソードと表情集、衣装などの資料が載せられている。ミンメイ、ミレーヌなどのように衣装のバリエーションが多いキャラクターのシートは、複数号に分けて載せられている。複数の人物をまとめて掲載している場合もある。
タイムラインシート
作品世界内の出来事を、年表形式で時系列順に解説している。
ワールドガイドシート
作品世界内の地理、生物、文化、施設などの各種設定について解説している。1ページ目には描き下ろしイラストが載せられている。
ヒストリーシート
作品世界内の歴史的な事柄について解説している。「ワールドガイドシート」同様、描き下ろしイラストを掲載。
テクノロジーシート
可変戦闘機やOTMなど、作品世界内の技術について解説している。上記2種のシート同様、描き下ろしイラストを掲載。

### スペシャルシート
ギャラリーシート
過去作品のポスター、映像ソフトやCDのジャケット、玩具のパッケージイラストなどを掲載している。
ソングシート
各作品で使用されている歌唱曲の解説。歌詞を中心に、各種データ、作品内で使用された場面の写真を掲載している。
グッズシート
玩具、模型、ゲーム、キャラクターグッズ、映像ソフト、CDなどについての解説。
用語辞典
作品内の用語について五十音順で解説。第25号より。
メイキングシート
制作スタッフに対するインタビューと当時の企画書、設定資料などを掲載。インタビュー対象は以下のとおり。新訂版への再録は行われていない。
- 河森正治（第2号、第16号）
- 美樹本晴彦（第6号）
- 宮武一貴（第11号、第18号）

エクストラシート
作品データ、イベントリポート、ゲームに登場する機体、企画「アドバンスドバルキリー」の機体の解説など。作品データは第33号において見直しが行われ、従来のシートとの差し替えを依頼する文が載せられた。
最終号の最後のページに載せられた正誤表では合計43箇所の訂正がなされ、7枚が欠番となることが記されている。

### 新訂版の追加シート
エピソードシート
アニメの1話につき4ページを使ってそのエピソードを詳細に解説する。ストーリー、解説、スタッフ、キャスト、歌、登場キャラクター、メカ、細かなトピックも解説される。
ヒロインギャラリーシート
江端里沙、Kyataなどのイラストレーターによるシェリルやランカなどシリーズの歴代ヒロインの描き下ろしイラストを収録する。VFガールズと銘打って、ヒロインがバルキリーの格好をしたイラストも掲載される。
このほか、従来のシートにも追加作品の項目が追加されている（メカニックシートに「YF-29 デュランダル」「YF-30 クロノス」が、ソングシートに「放課後オーバーフロウ」が追加されるなど）。第80号の巻末には訂正用ステッカーと正誤表が掲載され、1枚が欠番となる旨が記されている。

## 扱われている作品
独自アイコンつきで扱われている主要作品はテレビアニメ、劇場用アニメ、オリジナル・ビデオ・アニメーションとして発表された以下の11作品。
- 超時空要塞マクロス（TV）
- 超時空要塞マクロス 愛・おぼえていますか（劇場）
- 超時空要塞マクロス Flash Back 2012（OVA）
- 超時空要塞マクロスII -LOVERS AGAIN-（OVA）
- マクロスプラス（OVA）
- マクロス7（TV）
- マクロスプラス MOVIE EDITION（劇場）
- マクロス7 銀河がオレを呼んでいる!（劇場）
- マクロス ダイナマイト7（OVA）
- マクロス ゼロ（OVA）
- マクロスF（TV）

一方で「他」として以下の作品も扱われている。
- アドバンスドバルキリー（メカニックデザイン企画）
- マクロス デジタルミッション VF-X（PlayStation）
- 超時空要塞マクロス 愛・おぼえていますか（セガサターン、PlayStation）
- マクロス VF-X2（PlayStation）
- マクロスM3（ドリームキャスト）

また、新訂版では以下の作品も追加される。
- 劇場版 マクロスF イツワリノウタヒメ（劇場）
- 劇場版 マクロスF サヨナラノツバサ（劇場）
- マクロス・ザ・ライド（小説）
- マクロスFB7 オレノウタヲキケ!（劇場）
- マクロス30 銀河を繋ぐ歌声（PlayStation 3）